# Leptocolea dolichostyla
Leptocolea dolichostyla är en bladmossart som beskrevs av Herz.. Leptocolea dolichostyla ingår i släktet Leptocolea och familjen Lejeuneaceae. Inga underarter finns listade i Catalogue of Life.